# Araneus separatus
Araneus separatus este o specie de păianjeni din genul Araneus, familia Araneidae. A fost descrisă pentru prima dată de Roewer în anul 1942.
Este endemică în New South Wales. Conform Catalogue of Life specia Araneus separatus nu are subspecii cunoscute.